# Monte Kenyon
Il Monte Kenyon è una montagna antartica alta 2.260 m, situata circa 2 km a nordovest dello Shenk Peak, nella parte settentrionale delle Cumulus Hills, dei Monti della Regina Maud, in Antartide.
La denominazione è stata assegnata dal geologo F. Alton Wade (1903-1978), leader della Texas Tech Shackleton Glacier Expedition, la spedizione geologica nella zona del Ghiacciaio Shackleton condotta dalla Texas Tech University nel 1964–65, in onore del Kenyon College di Gambier nell'Ohio, l'università che era stata la sua alma mater.